# 源義直
源 義直（みなもと の よしただ）は、平安時代後期の武士。源義綱の七男。
源義忠暗殺事件にて、兄弟たちが自害した非業の死から20年以上たった天承2年（1132年）、父の源義綱が配流先の佐渡で再び為義の追討を受け自害して果てたため、義直も父・兄弟の後を追い自決した。
旧駒ヶ谷村（大阪府南河内郡）の歴史愛好者が発行した村史に「幼子源義直は、石橋の祖である」との記載があり、現在、通法寺在住の石橋氏は、この子孫である。
| スタブアイコン | サブスタブ | この項目は、まだ閲覧者の調べものの参照としては役立たない、人物に関連した書きかけの項目です。この項目を加筆・訂正などしてくださる協力者を求めています（P:人物伝/PJ:人物伝）。 |